# 270556 Kolonica
270556 Kolonica este o planetă minoră (asteroid) din centura de asteroizi. A fost descoperită pe 9 aprilie 2002 la Observatorul Palomar de Near Earth Asteroid Tracking. 
Obiectul prezintă o orbită caracterizată de o semiaxă mare de 2,7186116419019 UAi, o excentricitate de 0,12955179640649, o înclinație de 3,272327001517 ° în raport cu ecliptica.